# Duchcov
Duchcov (Duits: Dux) is een klein industriestadje in de regio Ústí nad Labem (Tsjechië). Het ligt zeven kilometer ten zuidwesten van Teplice (Teplitz) aan de voet van het Ertsgebergte.
Duchcov (Dux) is vooral bekend vanwege het Kasteel Waldstein, waar Giacomo Casanova zijn memoires schreef. Na zijn stormachtige leven kwam hij hier in 1785 tot rust als bibliothecaris van graaf Joseph van Waldstein-Wartemberg. Hij bleef in Dux tot zijn dood in 1798, en ligt nog steeds begraven in de aanliggende Sint-Barbarakapel.
Het kasteel zelf is in de 19e eeuw in classicistische stijl verbouwd met een barok interieur. Momenteel is het een museum.
In het centrum van Duchcov is een monument dat herinnert aan de moord op vier demonstranten op 4 februari 1931. De Tsjechische politie opende toen het vuur op een hongermars van werkloze Sudeten-Duitsers. Na 1945-1946 werd de Duitse bevolking verdreven uit Tsjechoslowakije.

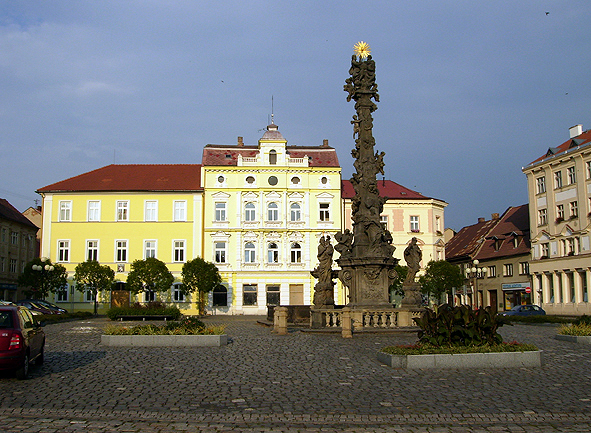
Duchcov

Bílina ·
Bořislav ·
Bystřany ·
Bžany ·
Dubí ·
Duchcov ·
Háj u Duchcova ·
Hostomice ·
Hrob ·
Hrobčice ·
Jeníkov ·
Kladruby ·
Kostomlaty pod Milešovkou ·
Košťany ·
Krupka ·
Lahošť ·
Ledvice ·
Lukov ·
Měrunice ·
Mikulov ·
Modlany ·
Moldava ·
Novosedlice ·
Ohníč ·
Osek ·
Proboštov ·
Rtyně nad Bílinou ·
Srbice ·
Světec ·
Teplice ·
Újezdeček ·
Zabrušany ·
Žalany ·
Žim